# Stibaera lactifera
Stibaera lactifera là một loài bướm đêm trong họ Noctuidae.